# 野々市農業協同組合
野々市農業協同組合（ののいちのうぎょうきょうどうくみあい）は、石川県野々市市中林に本所を置く農業協同組合。愛称はJAののいち。
2007年（平成19年）4月に富奥農業協同組合と野々市町農業協同組合が解散して、新たに野々市農業協同組合が発足。

## 店舗・施設
- JAののいち本店
- JAののいち本町支店
- 営農センター
- JASS-PORT 富奥給油所
- プ・ラ・ラ Aコープ富奥店
- 営農ふれあいセンター
- 本町2丁目ふれあいセンター
- 押野ふれあいセンター
- 郷ふれあいセンター